# Lásky div (opera)
Lásky div je opera o jednom dějství českého skladatele Václava Kálika (1891–1951) na vlastní libreto podle stejnojmenné „žaponské komedie“ Julia Zeyera. Poprvé byla provedena v Severočeském divadle Liberecdne 22. listopadu 1950.

## Vznik a historie
Skladatel Václav Kálik napsal svou druhou operu Lásky div v letech 1942–1943, ještě před premiérou své první opery Jarní jitro (Olomouc 1943). Žil v té době v Nymburce a Lásky div vznikal současně s Kálikovou II. symfonií. Skladatel tentokrát při tvorbě libreta vycházel z jedné z komických veršovaných aktovek Julia Zeyera, odstranil však původní dálněvýchodní kolorit (Japonsko bylo Hitlerovým spojencem) a umístil děj do neurčitého prostředí, případně stylizované antiky. Navíc ho obohatil o postavu kněžny a odpovídající dialogy, které jsou v Zeyerově dramatu jen předmětem vyprávění.
I tato opera musela na svou premiéru čekat řadu let, uvedlo ji až na podzim roku 1950 liberecké divadlo, a to v kombinaci s baletními zpracováními Chačaturjanova Karnevalu a Šeherezády Rimského-Korsakova. Opera se v Liberci setkala s živým úspěchem a například recenzent Lidové demokracie ji označil za „pravdivý hold lásce a životu“. Velmi negativní recenze opery z pera vlivného kritika Bohuslava Karáska (tehdy vedoucího redaktora Hudebních rozhledů) však skladatele velmi zasáhla a měla patrně nepříznivý vliv na průběh jeho těžké choroby, které podlehl v listopadu roku 1951, aniž by dokončil svou poslední operu Posvěcení mládí, na které pracoval od roku 1946.
Lásky div již nebyl v Československu vícekrát inscenován, roku 1964 ho však uvedlo operní divadlo v polské Vratislavi v režii Haliny Dzieduszycké a pod taktovkou Oldřicha Pipka, který dirigoval již libereckou inscenaci. Premiéra se konala 8. února 1964 a Lásky div se hrál v kombinaci s Pucciniho operou Gianni Schicci.

## Osoby a první obsazení
| osoba                                | hlasový obor | premiéra (22. listopadu 1950)           |
| ------------------------------------ | ------------ | --------------------------------------- |
| Velekněz (Aristobulos)               | baryton      | Vladimír Bauer                          |
| Kněžna (Chrýsis)                     | soprán       | Božena Kroutilová / Jadwiga Wysoczanská |
| Setník (Andronikos)                  | tenor        | Jiří Hrubeš / Otto Krčka                |
| Dívka z družiny kněžny (Fébé)        | soprán       | Radmila Minářová                        |
| Svatebčané, tanečnice (sbor a balet) |              |                                         |
| Dirigent:                            | Dirigent:    | Oldřich Pipek                           |
| Režie:                               | Režie:       | Oldřich Mrňák                           |
| Scéna:                               | Scéna:       | Josef Svoboda                           |

## Děj opery
V sešeřelé svatyni velekněz apostrofuje sochu bohyně, jíž je chrám zasvěcen; nelituje, že sestárl v jejích službách. V tom do chrámu vběhne mladá dívka z kněžniny družiny a hledá zde útočiště před svým pronásledovatelem, jímž je mladý setník, za kterého se právě provdala; stěžuje si, že zradil její lásku. Velekněz ji sotva stihne ukrýt, když setník sám přichází prosit bohyni lásky o pomoc. Velekněz mu slibuje pomoc, ale zamění sochu bohyně za zahalenou dívku. 
Mladý voják prosí „bohyni“ o pomoc, ale ta mu činí výčitky a setník musí prozradit své tajemství. Jako prostý voják se zamiloval od pohledu do urozené dívky z kněžniny družiny, avšak mlčel, vědom si společenského rozdílu. Jednou ho v zahradách paláce potkala kněžna; uhodla, že se trápí láskou, a domnívala se, že i zná jméno jeho vyvolené; ale s bolestným překvapením uslyšela, že se jedná o její družku. Slíbila vojákovi pomoci pod podmínkou, že jí splní jedno přání, až se mu dívky dostane. Poté kněžna postupně zařídila u vladaře, aby voják postoupil ve službě a konečně mohl požádat dívku o ruku.
Slavila se svatba, všechny upoutaly tanečnice, zvláště jedna z nich. Když pak měl ženich odejít za nevěstou, zadržela ho tato tanečnice a odvedla; byla to kněžna. Loučila se s ním, zadržujíc bol, a jako odměnu za svou přízeň si od něj vyžádala polibek. Ten však zahlédla dívka a, domnívajíc se, že jí je ženich již o svatebním dnu nevěrný, uprchla.
Dívka tedy pochopí, že jí byl její novomanžel věrný, a sestupuje z piedestalu bohyně lásky, aby se s ním smířila. Velekněz jim žehná a děkuje bohyni.

## Nahrávky
- 1958 (nevydaná nahrávka Československého rozhlasu) Vstupní monolog velekněze, zpívá Jan Soumar, Pražský rozhlasový orchestr řídí Josef Hrnčíř.[5]
- 1964(?) nevydaná rozhlasová nahrávka polské inscenace, Orchestr Vratislavské opery řídí Oldřich Pipek.[2]